# Дадонов Євген Анатолійович
Євген Анатолійович Дадонов (рос. Евгений Анатольевич Дадонов; 12 березня 1989, м. Челябінськ, СРСР) — російський хокеїст, правий нападник. Виступає за СКА (Санкт-Петербург) у Континентальній хокейній лізі.
Вихованець хокейної школи «Трактор» (Челябінськ). Виступав за «Трактор-2» (Челябінськ), «Трактор» (Челябінськ), «Рочестер Американс» (АХЛ), «Флорида Пантерс», «Сан-Антоніо Репмідж» (АХЛ), «Шарлотт Чеккерс» (АХЛ), Донбас Донецьк.
У грудні 2013 року під час виступів за «Донбас» Дадонов висловив бажання прийняти громадянство України з подальшим наданням можливості виступати у складі національної збірної країни, але через початок російсько-української війни не зробив цього.
В чемпіонатах НХЛ — 55 матчів (10+10).
У складі національної збірної Росії учасник чемпіонатів світу 2014 і 2015 (20 матчів, 4+9). У складі молодіжної збірної Росії учасник чемпіонатів світу 2008 і 2009. У складі юніорської збірної Росії учасник чемпіонату світу 2007.
Досягнення
- Чемпіон світу (2014), срібний призер (2015)
- Володар Кубка Гагаріна (2015)
- Володар Континентального кубка (2013)
- Бронзовий призер молодіжного чемпіонату світу (2011)
- Переможець юніорського чемпіонату світу (2007).